# Michel Sabbah
Michel Sabbah (árabe ميشيل صباح, DMG Mīšīl Ṣabbāḥ; nascido em Nazaré, 19 de março de 1933) é um patriarca católico palestino com cidadania israelense; ele é o primeiro árabe a ser nomeado patriarca latino de Jerusalém.

## Vida pregressa
Filho de As'ad Sabbah e Ghandourah Abu Nassar, Sabbah frequentou a Collège des Frères em Nazaré e a partir de 1943 o Seminário Patriarcal Latino em Bait Jala, onde se formou em Filosofia e Teologia. Em 28 de junho de 1955 foi ordenado sacerdote pelo Patriarca Alberto Gori, na Igreja Salesiana de Nazaré. No mês seguinte, foi nomeado vigário em Madaba, Jordânia, professor de língua árabe no Seminário, Mestre Patriarcal de Cerimônias e ainda fez cursos de língua árabe na Universidade Jesuíta de Beirute.
Em 1965, tornou-se capelão dos Jovens Estudantes Católicos e passa a residir na sede patriarcal em Jerusalém; também foi nomeado diretor-geral das escolas administradas pelo Patriarcado. De 1968 a 1975, Padre Michel foi professor de língua árabe e islamologia na Diocese do Djibuti. Em 14 de agosto de 1971, foi nomeado pároco de Cristo Rei em Misdar (Amã) e no mesmo ano defendeu seu doutorado em Filologia Árabe na Sorbonne. Tornou-se diretor do Colégio Secundário Nacional de Amã em 1975 e de 1980 a 1988, foi presidente da Universidade de Belém. Em 1º de janeiro de 1985, foi nomeado Cônego do Santo Sepulcro.

## Patriarcado
Em 11 de dezembro de 1987, o papa João Paulo II o nomeou Patriarca Latino de Jerusalém e o consagrou pessoalmente como bispo em 6 de janeiro de 1988, na Basílica de São Pedro em Roma; os principais co-consagradores foram os arcebispos Eduardo Martínez Somalo e Giovanni Battista Re.
O Patriarca recebeu o pálio do papa em 11 de janeiro de 1988 e assumiu sua sé em 17 de janeiro. Enquanto Patriarca, de 1987 a 2008, também assumiu a presidência da Conferência dos Bispos Latinos das Regiões Árabes (CELRA). Presidiu a Assembleia dos Ordinários Católicos da Terra Santa (AOCTS), de 1992 até sua renúncia episcopal. De julho de 1999 a 2007, foi presidente da Pax Christi Internacional. Em 2000, foi presidente do Sínodo Diocesano das Igrejas Católicas. De 20 a 26 de março de 2000, recebeu o Santo Padre na Terra Santa. Ainda foi membro do Conselho dos Patriarcas Católicos do Oriente (CPCO), do Conselho das Igrejas do Oriente Médio e do Conselho das Instituições Religiosas da Terra Santa e copresidente da Conferência Mundial das Religiões pela Paz (2007).
Michel Sabbah, como Patriarca Latino de Jerusalém, foi Grão-Prior da Ordem Equestre do Santo Sepulcro de Jerusalém.
Em 19 de março de 2008, o patriarca apresentou ao Vaticano sua renúncia por motivos de idade. Em 21 de junho de 2008, o Papa Bento XVI aceitou o pedido de demissão de Sabbah. No mesmo dia, em missa de ação de graças na basílica do Getsêmani, entregou a Cruz Pastoral ao seu então coadjutor e agora Patriarca Fouad Twal.

## Posição sobre Israel e Palestina
Michel Sabbah foi o primeiro palestino a assumir o trono do Patriarca Latino e defendeu repetidamente a causa de seu povo no conflito palestino. Sua nomeação coincidiu com o início da Intifada Palestina e foi acompanhada de críticas às políticas israelenses por parte do Papa, sendo, portanto, recebida de forma muito crítica pelo Estado de Israel. O patriarca rapidamente se tornou o principal representante dos cristãos palestinos, junto com o patriarca ortodoxo Teófilo III. Ele defendeu uma solução de dois Estados e reivindicou o direito de retorno dos refugiados palestinos. Ele também foi um forte crítico da construção do muro israelense na Cisjordânia e pediu o fim da ocupação.
Em dezembro de 2001, forças israelenses pararam e revistaram o veículo de Sabbah, que tinha placas diplomáticas, enquanto ele dirigia em direção a Belém. Em abril de 2002, em plena Segunda Intifada, dezenas de palestinos refugiaram-se na Igreja da Natividade quando as tropas israelitas reocuparam a cidade de Belém; quando Israel sitiou a Basílica, o Patriarca declarou que os palestinos que haviam entrado haviam deposto as armas e, portanto, estavam sujeitos aos direitos de refugiados dentro do edifício. Pouco depois, em maio de 2002, ele declarou que “a raiz do mal [no Oriente Médio ] é a ocupação israelense dos territórios palestinos” e que “enquanto a raiz do mal permanecer lá, a violência persistirá”. Em 2006, ele foi um dos signatários da Declaração de Jerusalém sobre o sionismo cristão, que repudia o sionismo cristão por ser inconsistente com os ensinamentos cristãos.
Com outros altos dignitários cristãos na Terra Santa, como Munib Younan, Dom Michel foi um dos signatários do chamado Documento Kairos Palestina de dezembro de 2009, que condena a ocupação israelense dos territórios palestinos como um "pecado diante de Deus" e enfatiza a urgência de paz e justiça para o povo da Palestina. Em 2018, no 70º aniversário da Nakba, ele criticou a decisão de Donald Trump de transferir a embaixada dos Estados Unidos de Tel Aviv para Jerusalém, declarando que a Palestina "não pertence ao Sr. Trump, mas ao seu povo, e nós somos seu povo, nós somos Jerusalém". O documentário O Patriarca do Povo (The People's Patriarch, diretor: Mohammed Alatar, produtora cinematográfica Lily Habasch) documenta o trabalho de Michel Sabbah no Oriente Médio e suas declarações sobre o conflito no Oriente Médio.

## Honras
- 2002: Doutorado honorário pela Faculdade de Teologia da Universidade de Friburgo[18]
- 2003: Doutorado honorário pela Universidade de Belém[19]
- 2004: Doutorado honorário pela St. Mary's University, San Antonio[20]
- 2006: Grande Oficial da Legião de Honra[2][3]

## Obras
- Faithful Witness: On Reconciliation and Peace in the Holy Land (2009) ISBN 978-1565483071